# Миа и ја
Миа и ја италијанско-немачко-канадска је анимирано-играна серија чији је творац Герхард Хан. Ради се о девојчици Мији која одржава живот у две димензије, планети и Сентопији.

## Епизоде

### Сезона 1 (2012)
|    | Наслов                  |
| -- | ----------------------- |
| 1  | Разговор са једнорозима |
| 2  | Нова нада               |
| 3  | Склопити расклопљено    |
| 4  | Изгубљена трубица       |
| 5  | Златни син              |
| 6  | Оливерова оаза          |
| 7  | Нада у деловима         |
| 8  | Зигијев слободан дан    |
| 9  | У јазбини змаја         |
| 10 | Расцветано дрво         |
| 11 | Све што сија            |
| 12 | Панчић или вилењак      |
| 13 | Пламени једнорог        |
| 14 | Стара шума              |
| 15 | Госпођица свезналица    |
| 16 | Замка за једнорога      |
| 17 | Дотеране                |
| 18 | Краљ на један дан       |
| 19 | Панчић свирач           |
| 20 | Пећина истине           |
| 21 | Против ветра            |
| 22 | На месечини             |
| 23 | Права страна            |
| 24 | Сузе радоснице          |
| 25 | Пантеин предлог         |
| 26 | Крај једног раздобља    |

### Сезона 2 (2015)
|    | Наслов                    |
| -- | ------------------------- |
| 1  | Мистериозни Посјетилац    |
| 2  | Иза завјесе               |
| 3  | Чувари Животиња           |
| 4  | Змајеви у Опасности       |
| 5  | Дух из Тамне Шуме         |
| 6  | Чаролија Зелене Течности  |
| 7  | Иза винове лозе           |
| 8  | Очево Благо               |
| 9  | Причање с камењем         |
| 10 | Плес са Звијездама        |
| 11 | Непожељни Гост            |
| 12 | Оно Чему Пријатељи Служе  |
| 13 | Повратак у Пантеин Дворац |
| 14 | Звиждећи Болобо           |
| 15 | Моје име је Вариа         |
| 16 | Преко Дугиног Моста       |
| 17 | Бирање Стране             |
| 18 | Најезда Полена            |
| 19 | Ватрени Цвијет            |
| 20 | Путовање на Север         |
| 21 | Краљ Једнорога            |
| 22 | Дугин Избор               |
| 23 | Жмурке                    |
| 24 | Лепљива Ситуација         |
| 25 | Најјачи Тим               |
| 26 | Разбијање Чаролије        |

## Радња

### Сезона 1
Прича почиње када 12-годишња девојчица по имену Миа одлази у престижни интернат у Фиренци, у Италији. Њени родитељи су недавно умрли у несрећи. Њен отац је био успешан играч. Миина тетка даје Мии игру коју је њен отац направио пре него што је умро. Игра је у облику велике књиге под називом „Легенда о Сентопији” (књига коју је Миа читала када је била млађа) која је пуна мистичних руна које дају Мии најновију лозинку (која се мора читати уназад) - пророчанство што јој омогућава да оде у чаробни свет Сентопије. Земља је пуна крилатих вилењака (вила), панчића, једнорога, змајева и још много тога. Можда је најчудније створење Политеј, змија са косом као код Медузе. Он је строг трговац који све мења за новац (иако је добар преговарач), али помаже и зликовцима и вилењацима.
Док је у Сентопији, Миа је дивна, крилатна, као из бајке попут вилењакиње. Миа је веома посебна јер може да разговара са једнорозима. Нико други у Сентопији нема ту способност. Она среће једнорога по имену Лирија, а касније и њеног крилатог сина (рођеног у епизоди „Златни син”), Оливер (у оригиналу: Onchao). Она се спријатељује са Јуко, девојком ратником који воли Миу, али је љубоморна на велику пажњу посвећену њој. Такође се спријатељује са Моом, сином краља Рејнора и Краљице Мајле, Феодором (Phuddle), комичним панчићем и многим другим бићима из Сентопије. У првој сезони, уз помоћ пророчанстава из чаробне књиге, морају да нађу све делове трубице, чаробног инструмента који је направио Феодор. Краљица Пантеа је сломила Трубицу на много ситних делова зато што је трубица једина ствар која може уништити мункуле, зле вилењаке. Вода је само привремени ефекат који смањује мункуле и Гаргону.
Они морају зауставити злу краљицу Пантеу, генерала Гаргону и војску мункула (који по небу јашу плаве змајеве и пуцају отровне змије које завезују жртве тако да не могу да се крећу) од заробљавања једнорога. Пантеи требају рогови једнорога јер без њих она постаје све старија и ружнија (лице јој увек прекрива маска). Рогови су повезани са острвом Сентопија (које је у облику једнорога), тако да чим уништи рог једног једнорога, делић острва умире. „Златни једнорог” Оливер је једини једнорог са крилима. Он може поново да пустињу претвори у биљни (живи) свет, а касније и обновити рогове других једнорога којима је Пантеа откинула рог. Постоје и четири једнорога са елементарним моћи (земља, ваздух, ватра и вода) који се углавном не мешају у послове других, али се ипак придружују финалној борби.
У деветој епизоди, вилењаци се удружују са бебомом змаја (Плавком) који брзо расте и као змај у пуној величини, помаже им неколико пута. Двадесет-друга епизода је једина епизода која се одвија ноћу. Иако Миа може да проводи много сати у Сентопији, у правом свету пролази само неколико секунди. У њеној школи, виде се ефекти карикатура око ње и ликова тамо, као што су у питању када су збуњени, цвеће, стрипови, итд. Винсент је њен најбољи пријатељ тамо и први сазнаје о њеној способности путовања у Сентопију. У својој школи, она добија ривалку, Виолету. Виолетина најбоља пријатељица Паула се спријатељује са Миом и открива њену тајну у двадесет-петој епизоди. Зло је поражено из Сентопије, а Миа у правом свету одлaзи на распуст.

### Сезона 2
Миа одлази на летњи распуст код свог деде на село. У том селу живи и Виолета, њена супарница. На дедином ранчу се сптијатељује са његовим помоћником, Мариом.
У Сентопији се ствари мењају. Господар зликоваца, Лорд Дракон, шаље надобудног Риксела, злог вилењака, његовог мајмуна направљеног од желатина и великог змаја, Гургу на плутајућем циркусу да униште једнороге. Гаргона, пошто је заробљена у Сентопији, бежи у тај циркус где се упознаје са Рикселом и постане његова сарадница.
Дружина ће се борити против Риксела и Гаргоне, покушати пронаћи Оноа, Оливеровог оца.
У реалном свету, Миа ће имати проблема са Виолетом и њеном мајком.
У епизоди "Моје име је Варија", када се Миина наруквица за путовање у Сентопију мало поломи, комадић кристала доспева у Виолетине руке, те ће и Виолета моћи да путује у Сентопију (под псеудонимом Варија). Током својих путовања у Сентопију, Виолета ће се спријатељити са Миом.

### Сезона 3
Радња почиње рођењем Кјаре, другог крилатог једнорога са златним рогом, Оливерове млађе сестре и ћерке Лирије и Оноа.
У Сентопији опет настаје проблем. Лорд Дракон шаље Дакса и његове пријатеље, смрдибубе, да заврше започет посао. Дакс ће засадити у Пантеиној палати Ноћну лозу која се шири и која треба да прекрије Сентопију. Гаргона, да би коначно побегла из Сентопије, придружује се Даксу.
Ноћна лоза садржи дистопијски отров који има моћ да успава жртву која се убола на ноћну лозу.
Када се краљ Рејнор и краљица Мајла убоду на ноћну лозу, Миа и дружина морају да склопе Срце Сентопије, једино оружје које може да уништи ноћну лозу и пробуди краља и краљицу.
У правом свету, Миа је планирала да проведе распуст на ранчу господина Монтија, али због погрешне резервације, доспева на имање Лучијане Полети где се спријатељује са њеном слепом ћерком Саром.
У 24-тој епизоди, будући да се Миа (у 23-ћој епизоди) није вратила из Сентопије, јер јој је Гаргона одузела наруквицу, Сара открива пророчанство и успева да отпутује у Сентопију, тако да ће у 25-тој и 26-тој епизоди и Сара имати део заслуге за спашавање Сентопије. У Сентопији, Сара није слепа.

### Сезона 4
У четвртој сезони Миа у свом свету проводи време са Калином којој помаже на њеној ветеринарској клиници, Матисом и његовим оцем Питером, као и Матисовим псом, Зеком. На крају сезоне Питер и Калина купују наводно уклету кућу пуну духова.
Острва  се приближавају и стапају са Сентопијом како би она поново постала цео континент, а међу њима је и мрачно острво Лорда Дракона, Дистопија. Лорд Дракон окупља све зликовце из претходних сезона (Гаргону, Риксела, Дакса, Мункуле и змајеве) како би победио вилењаке.
У Сентопију долазе зотели, велики понији слични једнорозима и нови пријатељ вилењака, Риок чије племе је заробљено у Дистопији. Они долазе са острва Зиленд које се кретало и спојило са Сентопијом. Риок је помагао вилењацима да поразе Лорда Дракона. Он нема крила.
Вилењаци уз помоћ пророчанстава и светлећег штапа траже састојке који су им потребни да би направили напитак јединства који ће им помоћи да поразе Лорда Дракона. Светлећи штап светли љубичасто сваки пут када је састојак у близини.
Вилењаци се против зликоваца боре смрдљивим алгама које су и храна за зотеле и топовима који испаљују ђулад, лоптице од алги.
Једнорози и зотели у овој сезони могу да причају "вилењачки", односно "вилински".
На крају сезоне, Гаргона стаје на страну вилењака и помаже им да поразе Лорда Дракона.

## Ликови
- Миа је протагониста серије, 16-годишња тинејџерка која је у скорашњици изгубила родитеље у саобраћајној несрећи. Са 12 година, Миа одлази у институт у Фиренцу где јој тетка даје поклон њених родитеља за рођендан, чаробну књигу која је портал до чаробне земље - Сентопије. у Сентопији Миа може комуницирати са једнорозима што други вилењаци не могу.[2]
- Јуко је Миина најбоља другарица у Сентопији, која је уједино и девојка принца (у трећој сезони краља) Моа. Воли акцију и борбу против злих вилењака. У трећој сезони се открива да има старију сестру, Куки, са којом је живела у детињству и са којом се често свађа.[3]
- Мо је син краља Рејнора и краљице Мајле, владара Сентопије међу вилењацима. У почетку није веровао Мии, али током авантура, њих двоје и Јуко постају најбољи пријатељи. У трећој сезони, када постаје краљ, сазнаје се да он то уопште не жели да буде, једино што је у његовим интересима је да се забавља и доживљава авантуре, али и да помогне у борби против зла.[4]
- Оливер (Onchao) је млади једнорог, син краља једнорога Оноа и његове супруге краљице Лирије. Има златно-жуту гриву и рог, као и пар крила то је необично за његову врсту. Оливер поседује способности да из својих копита ствара различите врсте биљака. Када у трећој сезони добија сестру, Оливер постаје много одговорнији и почиње да се брине о њој кад год је могуће.[5]
- Кјара је Оливерова млађа сестра, летећи пони розе боје која такође има способност стварања биљака из копита, као и њен брат. Увек је живахна и жели да помогне, међутим због своје младости и неискуства, то често доводи до невоља. На крају треће сезоне имаће велику улогу у спашавању Сентопије. У четвртој сезони она говори "вилењачки".
- Феодор (Phuddle) је панчић који се насупрот стидљивости и повучености других панчића често дружи са вилењацима који су му и најбољи пријатељи. Често доприноси заједници вилењака правећи изуме као што су „Трубица”, „Лепак” и „Водена купола”.[6]
- Гаргона је једини негативац који је главни антагониста у све четири сезоне. Често је мењала партнере од краљице Пантее до Риксела и Дакса, што је најлошије по њу, увек бива једина заробљена на Сентопији. Носи црвену хаљину и црну перику на глави. У додиру са водом, Гаргона се на кратко смањује. У последњој епизоди она издаје свог господара, Лорда Дракона и помаже вилењацима да га поразе.
- Пантеа је зла краљица из прве сезоне која користи рогове једнорога како не би била стара и ружна. Носи маску и њено лице никад није приказано. Њен циљ је да улови једнорога са златним рогом и тако остане млада заувек. Има своју палату, армију мункула и змајева, мачку Зига и слушкињу Гаргону.
- Риксел је зликовав из 2. сезоне. Има свој циркус и зачаране животиње од којих су му најкорисније змај Гурга и мајмун од желатина. Ради за Лорда Дракона. Појављује се и у 4. сезони.
- Дакс је зликовац из 3. сезоне и он такође ради за Лорда Дракона. Он са својим бубама Сентопијом шири мрачну лозу која успављује жртве. Он се такође појављује и у 4. сезони.
- Лорд Дракон је највећи непријатељ Сентопије. Био је заробљен, али у 4. сезони је ослобођен и има тело. За њега раде сви зликовци како би се вратили у Дистопију и уништили Сентопију.
- Политеј је чудно створење налик змији. Он помаже и зликовцима, и вилењацима. Бави се трговином разних вредних ствари на његовом острву. Има своју корњачу.

## Емитовање и синхронизација
У Србији, Хрватској, Црној Гори, Босни и Херцеговини и Северној Македонији прва сезона серије премијерно је приказана 2. јануара 2012. године на ТВ Ултра на српском језику, а 14. јуна 2012. године је премијерно емитована и на Минимакс ТВ, касније и на РТС 2. Од 1. октобра 2019. године се емитује на Пинк кидс. Синхронизацију је радио студио Лаудворкс. Редитељ дијалога прве сезоне је била Ивана Александровић Ајви, микс звука - Игор Јадранин, а синхронизацију Слађана Црнић. Касније у 2015. години, друга сезона је емитована на ТВ Ултра (касније Минимакс ТВ и РТС 2). Синхронизацију је радио студио Блу Хаус. Трећа сезона је 2017. године емитована на РТС 2, Минимакс ТВ и од 2020. на Пинк Супер Кидс. Синхронизацију је, као и за прву сезону, радио студио Лаудворкс. Четврта сезона је премијерно емитована у јануару 2023. на Минимакс ТВ. Синхронизацију је радио студио Студио.

## Улоге
| Име лика               | Глумац                                                | Српски глас                                                                 |
| ---------------------- | ----------------------------------------------------- | --------------------------------------------------------------------------- |
| Миа                    | Розабел Лауренти Селерс (С1-2) Маргот Нучетели (С3-4) | Марина Алексић                                                              |
| Јуко                   | Тајџа Изен (С1-2) Никол Хајси (С3-4)                  | Наташа Поповић                                                              |
| Мо                     | Ендру Крејг                                           | Владимир Тешовић (С1-3) Вук Кукањац (С4)                                    |
| Гаргона                | Норма Дел'Агнис                                       | Весна Станковић (С1-3) Маријана Живановић Чубрило (С4)                      |
| Феодор                 | Џонатан Вилсон                                        | Томаш Сарић (1—2, 4) Даниел Сич (С3)                                        |
| Краљ Рејнор            | Род Вилсон                                            | Петар Бенчина (1—2) Синиша Убовић (С3) Милан Тубић (С4)                     |
| Краљица Мајла          | Линда Балантин                                        | Јелена Поповић (С1-3) Наташа Поповић (С4)                                   |
| Пантеа                 | Елизабет Хана                                         | Јелена Поповић                                                              |
| Риксел                 | Дејвид Пиндер-Кричтун                                 | Милан Антонић Вук Кукањац (С4)                                              |
| Дакс                   | непознато                                             | Синиша Убовић (С3) Милан Тубић (С4)                                         |
| Лорд Дракон            | Мартин Јеп                                            | Никола Булатовић (С2) Синиша Убовић (С3) Томаш Сарић (С4)                   |
| Политеј                | Џон Стокер                                            | Томаш Сарић (С1) Милан Тубић (С2, 4) Синиша Убовић (С3)                     |
| Куки                   | непознато                                             | Андријана Оливерић (С3) Маријана Живановић Чубрило (С4)                     |
| Симо                   | Пијер Маурант                                         | Милан Тубић (С2, 4) Синиша Убовић (С3)                                      |
| Тесандра               | Кели Топаз                                            | Јелена Поповић (С2) Андријана Оливерић (С3) Маријана Живановић Чубрило (С4) |
| Краљ Панчића           | Џон Стокер                                            | Томаш Сарић                                                                 |
| Краљица Панчића        | непознато                                             | Андријана Оливерић (С3) Маријана Живановић Чубрило (С4)                     |
| Виолета Ди Нола/Варија | Џозефин Бенини                                        | Ивана Александровић (С1) Снежана Нешковић (С2)                              |
| Винсент                | Адријан Мур                                           | Вук Гајић                                                                   |
| Паула                  | Софија Стонеј                                         | Теодора Ристовски                                                           |
| Сара Полети            | Лусија Селерс                                         | Андријана Оливерић                                                          |
| Марио                  | Лука Марфи                                            | Никола Булатовић                                                            |
| Ренцо Ђеновезе         | Реј Лавлок                                            | Драган Вујић Вујке                                                          |
| Франка                 | Ђана Паула                                            | Весна Станковић                                                             |
| Силвио Фраскати        | Ентони Саутер                                         | Милан Антонић                                                               |
| Грофица Ди Нола        | Сара Ричи                                             | Јелена Поповић                                                              |
| Виторио                | Фабио Коралини                                        | Томаш Сарић                                                                 |